# Pärsikivi
Pärsikivi is een voormalige plaats in de Estlandse gemeente Peipsiääre, provincie Tartumaa. De plaats is in 2019 opgegaan in het dorp Tedreküla. Ze had de status van dorp (Estisch: küla). Het aantal inwoners bedroeg:
- 6 in 2000;[1]
- 1 in 2009;[1]
- 7 in 2011;[2]
- 2 in 2019.[3]

De plaats lag aan het Peipusmeer, tussen Kodavere en de stad Kallaste en hoorde pas sinds 2017 bij Peipsiääre. Voor die tijd hoorde ze bij de gemeente Alatskivi.
Op het vroegere grondgebied van Pärsikivi ligt een steen die ook Pärsikivi heet (kivi betekent ‘steen’), met de afmetingen 5,7 x 5,3 x 1,7 m en een omtrek van 16 meter. De steen is overwoekerd met korstmossen en gaat schuil achter struikgewas, zodat hij moeilijk te vinden is. Volgens een legende zijn in de steen de vingerafdrukken van Kalevipoeg te zien.

## Geschiedenis
Pärsikivi werd in 1588 voor het eerst genoemd onder de naam Persikiwy Rein, een boerderij in het dorp Torila. Vanaf 1734 lag Torila op het landgoed van Kockora (Kokora). In 1805 werd Pärsikivi onder de naam Persikiwische Mühle genoemd als watermolen aan de beek Torila oja. De beek valt bijna, maar niet helemaal samen met de grens tussen Tedreküla en Kallaste. De plaats waar de molen heeft gestaan ligt op het grondgebied van Kallaste. In 1922 werd Pärsikivi voor het eerst genoemd als dorp.
Tot in 1977 lag tussen Pärsikivi en Kodavere het dorp Tedreküla. Bij de gemeentelijke herindeling van dat jaar werd het bij Kodavere gevoegd. In november 2017 vroegen de inwoners van het vroegere dorp Tedreküla of hun dorp kon worden hersteld. De twee inwoners van Pärsikivi wilden zich aansluiten. In februari 2018 ging de gemeenteraad van Peipsiääre daarmee akkoord en in oktober 2019 was het nieuwe dorp Tedreküla, als samenvoeging van het zuidelijk deel van Kodavere en het dorp Pärsikivi, een feit.